# Galaxy Nexus
Das Galaxy Nexus (GT-I9250, Codename „Maguro“), inoffiziell auch Nexus Prime, ist ein Smartphone, welches am 19. Oktober 2011 von Google und Samsung in Hongkong mit dem Betriebssystem Android 4.0 Ice Cream Sandwich der Öffentlichkeit vorgestellt wurde. Es ist das erste Smartphone mit der Android-Version 4.0 und somit das Vorzeigegerät dieser Version. Gebaut wurde das Gerät von Samsung. Es ist das dritte Gerät der Nexus-Serie und der Nachfolger des Nexus S, das ebenfalls bereits von Samsung produziert worden war. Anders als das Nexus S wurde das Galaxy Nexus unter der Marke „Samsung“ vertrieben und reihte sich somit in die Samsung-Galaxy-Reihe ein. Das Gerät war seit Anfang Dezember 2011 bis etwa ins Jahr 2013 verfügbar. Nachfolger war das in einer Kooperation von Google und LG entstandene Nexus 4, welches vorwiegend über Google Play vertrieben wurde.

## Ausstattung
Das Galaxy Nexus ist 135,5 × 67,9 × 8,9 mm groß und 135 Gramm schwer. Das Gehäuse besteht aus Kunststoff und hat eine mit kratzfestem Glas überzogene Vorderseite. Anders als früher angenommen besitzt es keinen Aluminiumrahmen. Im Galaxy Nexus arbeitet ein 1,5-GHz-ARM-Cortex-A9-Dual-Core-Prozessor, welcher jedoch mit nur 1,2 GHz getaktet ist. Es unterstützt aktuelle Mobilfunkstandards, ist per W-LAN, Wi-Fi Direct und Bluetooth vernetzbar. Die rückseitige Kamera löst mit 5 Megapixeln auf, die vordere mit 1,3.
Das Smartphone wurde ursprünglich mit Android-Version 4.0 (Ice Cream Sandwich, ICS) ausgeliefert. Das Multi-Touch-fähige contour display mit gebogenem Glas in AMOLED-Technik hat eine Diagonale von 11,8 cm (4,65 Zoll) und eine Auflösung von 1280 × 720 Pixeln. Die GSM-Variante hat 16 GB Flash-Speicher; nur in den USA wurde eine LTE-Variante mit wahlweise 32 GB verkauft. Eine Einführung der 32-GB-Variante auf dem europäischen und asiatischen Markt, wie zuvor von Samsung angekündigt, wurde am 16. Februar 2012 abgesagt.

## Software

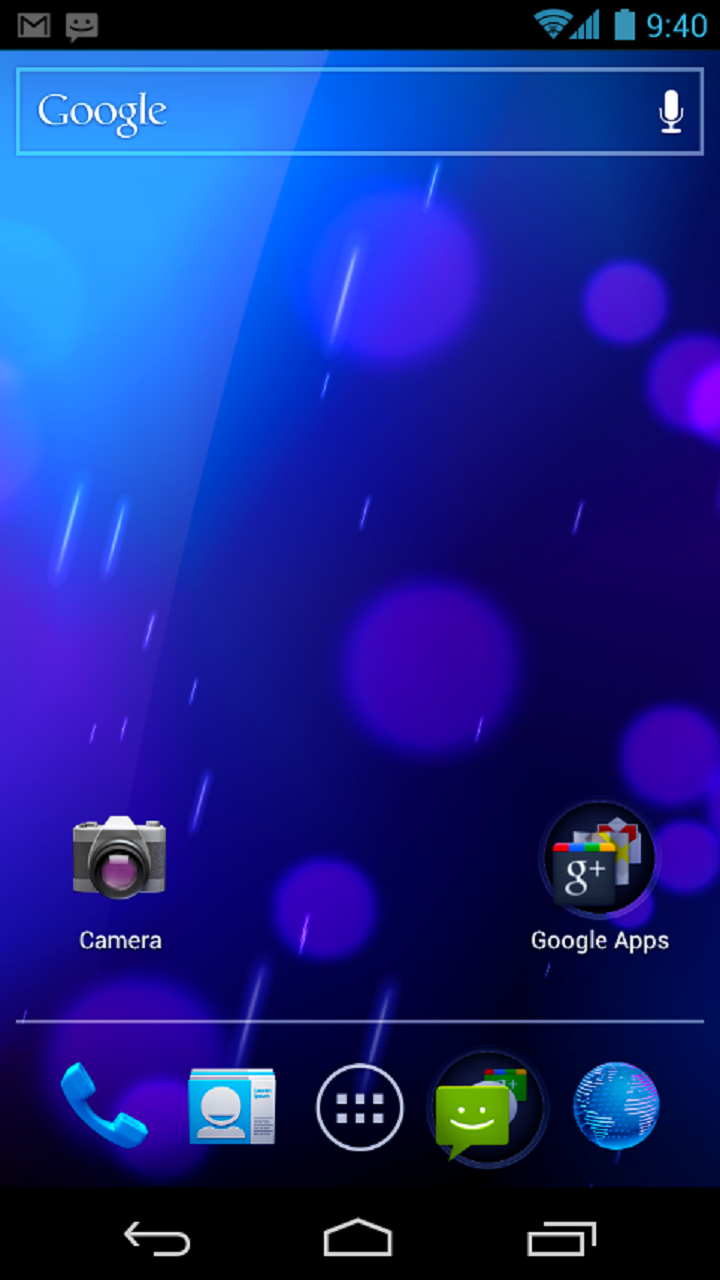
Android 4.0

Das Galaxy Nexus war das erste Smartphone mit Android 4. Wie schon bei Android 3 (Honeycomb) entfielen in dieser Betriebssystemsversion die Navigationstasten (Zurück, Home, Menü, Suche) in Hardware-Form; stattdessen werden Zurück, Home und Multitasking vom Betriebssystem im Hauptbildschirm dargestellt.
Das Android-Telefon hat unter anderem eine Funktion zum Entsperren des Gerätes per Gesichtserkennung (Face Unlock) und Android Beam zum Verschicken von kleinen Inhalten via NFC-Chip. Seit Android 4 besteht im eingebauten Browser die Möglichkeit, in einem privaten Modus im Internet zu navigieren. Zudem wurden Verbesserungen an der Google-Mail-, Galerie- und Kalender-App sowie an diversen Widgets vorgenommen. Außerdem ist die Oberfläche ab Android 4 stärker individualisierbar, so kann man unter anderem die Applikationen auf dem Home-Screen in Ordnern gruppieren.
Auf der Google I/O im Juni 2012 wurde Android 4.1 („Jelly Bean“) vorgestellt. Teilnehmer der Konferenz erhielten u. a. ein Galaxy Nexus, auf dem die aktuelle Version bereits vorinstalliert war. Gleichzeitig stellte Google diese Software für vorhandene Geräte kostenlos zur Verfügung.
Im Oktober 2012 wurde dann Android 4.2 (immer noch „Jelly Bean“) mittels Blog-Eintrag vorgestellt. Diese Version kann auf den meisten Galaxy-Nexus-Geräten als Over-the-Air-Update installiert werden. Nach einer ersten fehlerbereinigten 4.2-Version (4.2.1 im November 2012) ist seit Februar 2013 „Jelly Bean“ in der Version 4.2.2 verfügbar.
Ende Juli 2013 wurde die Android-Version 4.3 für das Galaxy Nexus vorgestellt. Diese grundlegend verbesserte Version wird sowohl per Over-the-Air-Update als auch als zu installierende Datei („factory image“) (JWR66Y) über die Google-Server bereitgestellt.
Ende Oktober 2013 wurde bekannt, dass es seitens Google keine Android-Version 4.4 für das Gerät geben werde. Drittentwickler, z. B. LineageOS, bieten inzwischen Aktualisierungen auf die Android-Version 7.1.2 an.